# Silver Snoopy Award

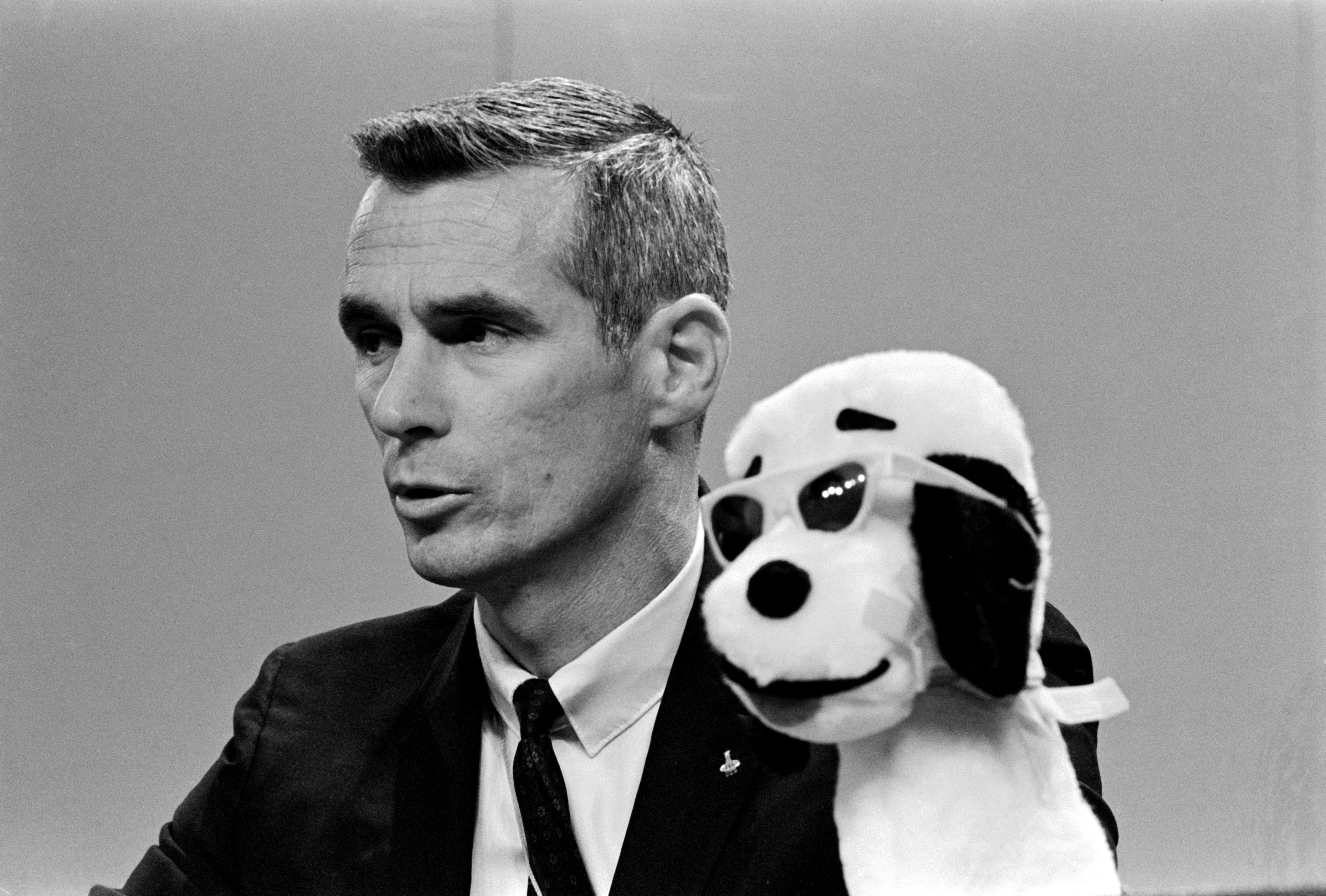
L'astronaute Eugene Cernan d'Apollo 10, avec une marionnette de Snoopy lors d'une conférence de presse le 26 avril 1969.

Le Silver Snoopy Award est une décoration décernée aux employés et aux sous-traitants de la NASA pour leur implication, leurs idées et leur apport à tout ce qui touche à la sécurité des vols habités et des astronautes. La création de ce prix par la NASA est une conséquence de l'accident mortel de la mission Apollo 1, en janvier 1967. 
L'utilisation de l'image de Snoopy débute avec ce prix puis se généralise en tant que mascotte des programmes de vols habités de la NASA à partir de la mission Apollo 10.

## Histoire

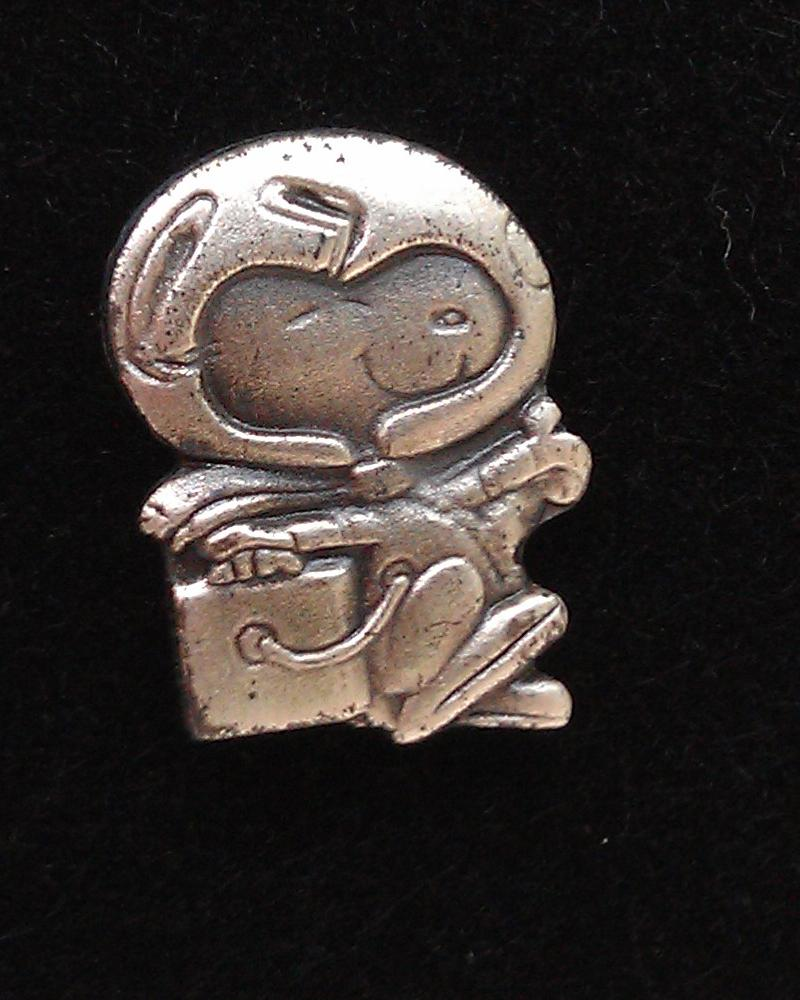
Épinglette du Silver Snoopy Award.

En janvier 1967, les trois astronautes de la mission Apollo 1 meurent carbonisés dans l'incendie de leur capsule sur le pas de tir, avant même leur décollage, faute de pouvoir s'en extraire.
Cet accident est un grand traumatisme pour les États-Unis et la NASA, qui décide par la suite de créer un prix spécial décerné aux employés et sous-traitants de la NASA pour leurs idées, leurs inventions et leur implication personnelle dans tout ce qui favorise la sécurité des vols et la sécurité des astronautes. 
Al Chop (en), responsable des relations publiques de la NASA, veut trouver une mascotte positive pour incarner ce prix, et s'inspire de ce qu'incarne Smokey Bear aux États-Unis pour la prévention des feux de forêts. Grand fan de Snoopy, personnage à la bonne humeur inaltérable, il décide de contacter l'éditeur pour proposer l'utilisation de ce personnage. L'éditeur et les ayants droit se montrent très favorables mais sont débordés par les demandes et ne peuvent donner suite. Al Chop appelle alors directement Charles Schulz, le créateur et dessinateur de Snoopy, pour lui faire part de son projet. Schulz est un ardent supporter du programme Apollo et accepte avec enthousiasme : il offre gracieusement son personnage à la NASA et dessine lui-même la décoration et les posters de promotion de la campagne de relations publiques.
L'épinglette, réalisée en argent sterling, est ainsi dénommée Silver Snoopy Award. L'objet lui-même mesure 9,5 cm sur 12 et pèse 1,5 gramme au total. Outre l'épinglette, la décoration comprend également un certificat et une lettre des astronautes de la mission concernée.
Cette décoration a été attribuée à environ 14000 exemplaires entre 1968 et septembre 2013.
À l'exception de 538 épinglettes données entre 1977 et 1981 et de celles données en remplacement d'épinglettes perdues, toutes les épinglettes sont d'abord allées dans l'espace avant d'être décernées.

## Dérivés
Face à l'enthousiasme général qu'il suscite avec le Silver Snoopy Award, l'utilisation de Snoopy comme mascotte est généralisée pour les programmes de vols habités à partir de la mission Apollo 10.
En ce sens, de nombreux matériels sont également baptisés en référence à Snoopy :
- Le module lunaire LM-4 de la mission Apollo 10 est nommé Snoopy.
- Le module de commande CSM-106 de la mission Apollo 10 est nommé Charlie Brown.
- Le bonnet noir et blanc de communication entre les astronautes est appelé Snoopy cap (en)[4].

En 2019, la NASA annonce renouveler l'utilisation de Snoopy pour le programme Artemis. Pour célébrer l'anniversaire des 50 ans du lancement de la mission Apollo 10 et du partenariat entre Peanuts Worldwide et la NASA, une peluche de Snoopy en combinaison spatiale est utilisée lors de la mission Artemis I comme indicateur de gravité dans le vaisseau Orion placé en orbite autour de la Lune,.

## Anecdotes
- Le Silver Snoopy Award n'est décerné qu'à moins de 1% des employés de la NASA. Mais le 5 octobre 1970[7], ce n'est pas à une personne mais à la marque Omega que la récompense est remise, en reconnaissance à sa contribution globale à la conquête spatiale[8], et à la suite de son aide précieuse pour le chronométrage grâce à un chronographe Speedmaster du temps de correction de la trajectoire du vaisseau de la mission Apollo 13[9].
- En 2019, Apple TV+ lance la série Snoopy dans l'espace[10].